# Tanjug
Tanjug (serbisch-kyrillisch Танјуг; Akronym von Telegrafska agencija Nove Jugoslavije, serbisch für „Nachrichtenagentur des Neuen Jugoslawien“) ist eine 1943 gegründete Nachrichtenagentur. Von Bedeutung ist ihr Fotoarchiv, das etwa 3,5 Millionen Fotografien umfasst.
Sie wurde 1943 als amtliche Nachrichtenagentur des sozialistischen Jugoslawiens gegründet. Nachfolgend war sie von 1992 bis 2003 die staatliche Presseagentur der Bundesrepublik Jugoslawien und von 2003 bis 2006 die staatliche Presseagentur der Staatengemeinschaft Serbien und Montenegro. Von 2006 bis 2021 war sie die staatliche Nachrichten- und Presseagentur der Republik Serbien. Den Markennamen Tanjug führt seit 2021 das private Unternehmen Tačno fort.

## Geschichte
Tanjug wurde am 5. November 1943 vom Antifaschistischen Rat der Nationalen Befreiung Jugoslawiens (AVNOJ) in Jajce gegründet. Zu ihren Aufgaben gehörte zunächst die Berichterstattung über den Befreiungskampf im militärisch okkupierten Jugoslawien. Seit den 1960er Jahren hatte sie ihren Sitz im Belgrader Tanjug-Gebäude.

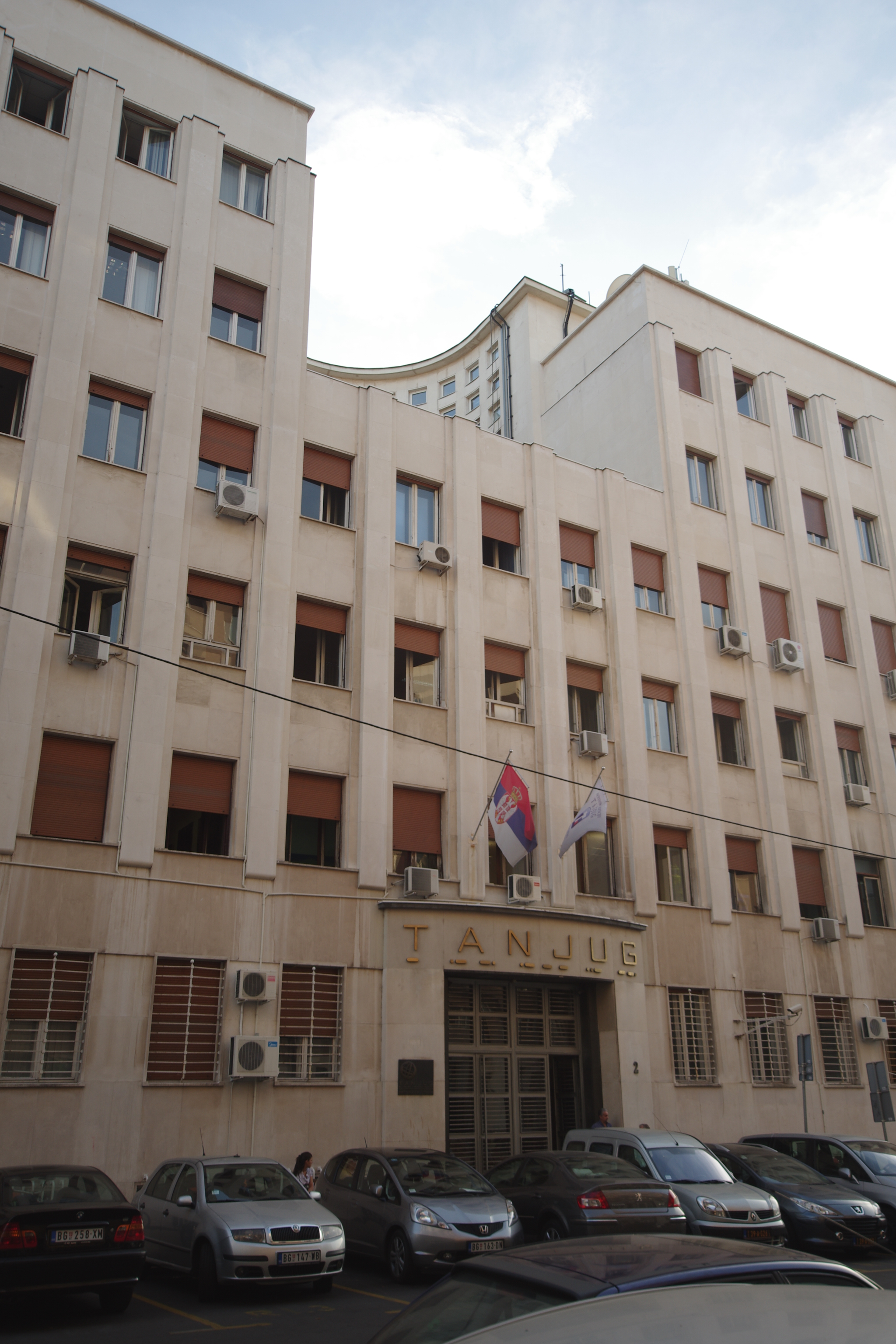
Der Hauptsitz von Tanjug in der serbischen Hauptstadt Belgrad (2012)

In ihrer Blütezeit verfügte Tanjug über ein weltweites Netz von 48 Korrespondenten, zählte nach eigener Aussage zu den 10 größten Nachrichtenagenturen der Welt und war die führende Nachrichtenagentur der Blockfreien Staaten. Zu den herausragenden Leistungen zählten nach eigenen Angaben die weltweit erstmalige Berichterstattung über die Invasion in der Schweinebucht in Kuba 1961 oder die Einnahme Saigons durch nordvietnamesische Truppen 1975, darüber hinaus die Erstmeldungen über Bobby Fischers Weltmeistertitel 1972 im Schach oder über den Militärputsch gegen den chilenischen Präsidenten Salvador Allende 1973. Weitere Ereignisse von historischer Bedeutung, über die Tanjug als erstes Pressemedium berichtete, waren 1968 die Niederschlagung des Prager Frühlings durch den Militäreinmarsch Warschauer-Pakt-Staaten in die Tschechoslowakei sowie der Sturz des rumänischen Diktators Nicolae Ceaușescu im Dezember 1989.
Während der Jugoslawienkriege in den 1990er-Jahren entwickelte sich Tanjug zu einem Propagandainstrument großserbischer Kriegspolitik.
Im Zuge einer Privatisierung sollte Tanjug ab 2007 in ein marktwirtschaftlich orientiertes Unternehmen umgestaltet werden. Die Agentur beschäftigte Ende 2006 insgesamt 313 Mitarbeiter, davon 147 Journalisten, 27 Übersetzer und 4 Pressefotografen.
Anfang November 2015 wurde die Löschung des Staatsunternehmens Tanjug bekanntgegeben. Grundlage hierfür war das neue serbische Mediengesetz, das die Löschung vorschreibt, da bis Ende Oktober 2015 niemand die Tanjug kaufen wollte. Rund 180 Beschäftigte sollten betroffen sein. Mit einer Finanzspritze staatlicher Gelder wurde der Betrieb vorübergehend aufrechterhalten.
Am 9. März 2021 wurde Tanjug endgültig aus dem Handelsregister gelöscht. Das immaterielle Vermögen von Tanjug einschließlich des Namens übernahm auf 10 Jahre die 2020 unter Beteiligung des Sängers Željko Joksimović gegründete GmbH Tačno.